# Landwirtschaftliche Abfälle
Landwirtschaftliche Abfälle sind pflanzliche Rückstände aus der Landwirtschaft. Diese Abfallströme stammen aus dem Acker- und Gartenbau. Landwirtschaftliche Abfälle sind alle Teile von Nutzpflanzen, die nicht für die menschliche oder tierische Ernährung verwendet werden. Dabei handelt es sich hauptsächlich um Stängel und Blätter. Es wird geschätzt, dass im Durchschnitt 80 % solcher Pflanzen aus landwirtschaftlichen Abfällen bestehen.
Die vier weltweit am häufigsten angebauten landwirtschaftlichen Nutzpflanzen sind Zuckerrohr, Mais, Getreide und Reis. Das Gesamtgewicht all dieser Feldfrüchte beträgt mehr als 16.500 Milliarden Kilogramm pro Jahr. Da 80 % davon aus landwirtschaftlichen Abfällen bestehen, bleiben weltweit viele zehntausend Milliarden Kilogramm landwirtschaftlicher Abfälle übrig. In der EU fallen jährlich etwa 700 Millionen Tonnen landwirtschaftliche Abfälle an.

## Geschichte
Landwirtschaftliche Abfälle gibt es, seit die Menschen vor mehr als zehntausend Jahren mit dem Anbau von Nutzpflanzen begonnen haben. Etwa zur gleichen Zeit, zu der die Menschen mit dem Anbau von Feldfrüchten begannen, wurden landwirtschaftliche Abfälle nicht nur verbrannt oder weggeworfen, sondern recycelt. So wurden zum Beispiel in Schottland etwa 12.000 Jahre alte landwirtschaftliche Abfälle gefunden, die zur Verbesserung der landwirtschaftlichen Erträge als Kompost verwendet wurden. Aus schriftlichen Quellen ist bekannt, dass landwirtschaftliche Abfälle auch in Mesopotamien, Griechenland, Rom und China häufig wiederverwendet wurden.
Im Norden der Niederlande, aber auch in den benachbarten deutschen Provinzen, wurde zwischen 1870 und 1970 aus dem verbleibenden Stroh Strohpappe hergestellt.

## Recycling von landwirtschaftlichen Abfällen

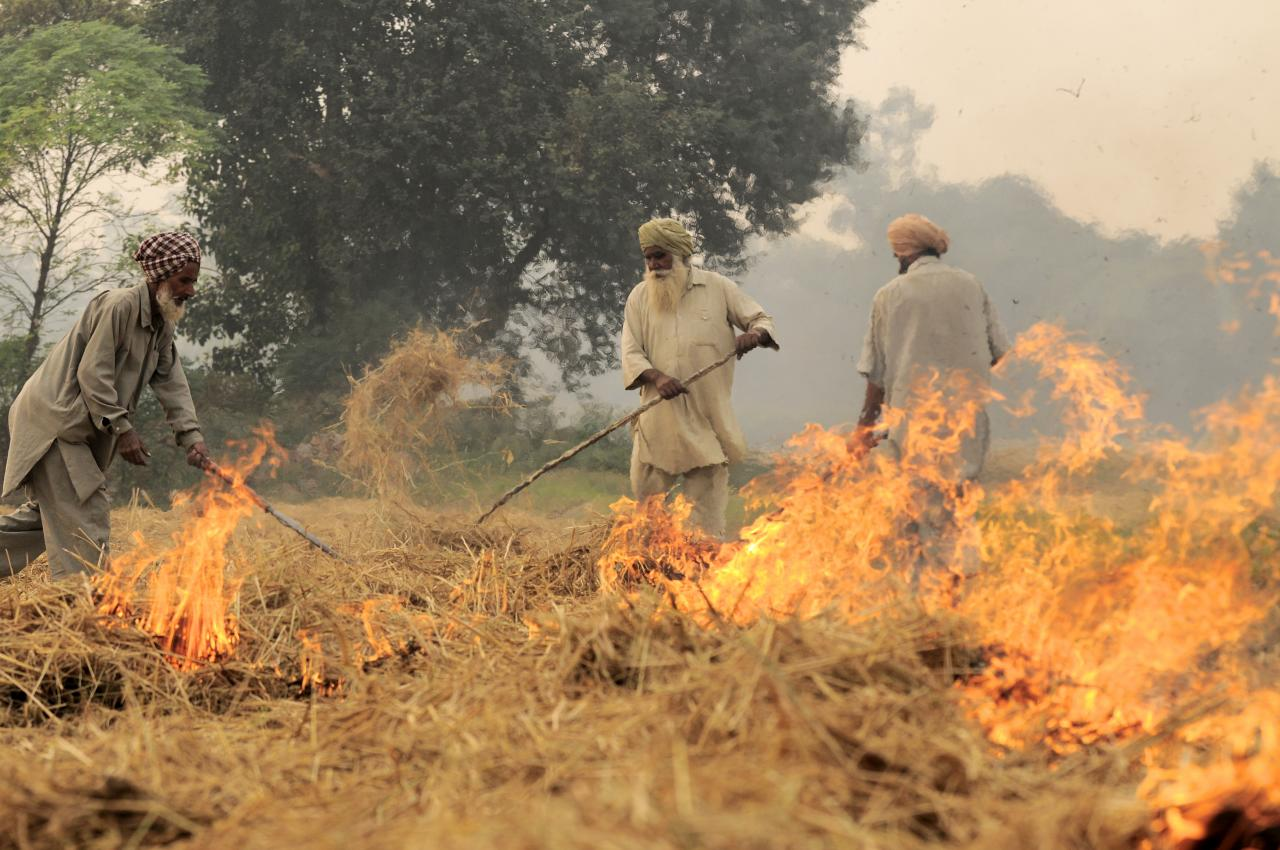
Verbrennung von Reisrückständen im südöstlichen Punjab, Indien, vor der Weizensaison

Das Verbrennen von Stoppeln ist in Ländern wie China und Indien immer noch üblich.
Landwirtschaftliche Abfälle bestehen hauptsächlich aus Zellulose, Hemizellulose und Lignin. Die Industrie arbeitet derzeit daran, mehr und höherwertige Anwendungen für diese Stoffe zu finden.
Landwirtschaftliche Abfälle sind schlecht verdaulich und eignen sich unverarbeitet nur bedingt als Tierfutter. Ein sehr kleiner Teil der weltweit verfügbaren landwirtschaftlichen Abfälle landet als Einstreu in den Ställen.
Die Zusammensetzung der landwirtschaftlichen Abfälle an sich ist nicht als Dünger geeignet, kann aber bei mäßiger Verwendung die Bodenstruktur verbessern. Zu viel und zu häufiges Pflügen von landwirtschaftlichen Abfällen hat dagegen negative Auswirkungen auf die Bodenqualität.
Weltweit werden die meisten landwirtschaftlichen Abfälle verbrannt, entweder als Biomasse in Kraftwerken oder einfach auf dem Land. Das Verbrennen von landwirtschaftlichen Abfällen auf dem Land wird Stoppelverbrennung genannt und ist in Ländern wie China und Indien, wo ein Drittel der Weltbevölkerung lebt, immer noch üblich. Anstatt für die Herstellung neuer Produkte wiederverwendet zu werden, werden die wertvollen Stoffe in den landwirtschaftlichen Abfällen in CO₂, Smog, Feinstaub und Asche verwandelt.
Heute werden landwirtschaftliche Abfälle zunehmend für neue Anwendungen genutzt. Aus landwirtschaftlichen Abfällen werden hauptsächlich drei Kategorien von Stoffen extrahiert: Proteine, zellulosehaltige Stoffe und bioaktive Substanzen wie ätherische Öle und Carotinoide. Die wachsende Möglichkeit, solche wertvollen Stoffe in reiner Form zu isolieren, erhöht den wirtschaftlichen Wert von landwirtschaftlichen Abfällen.

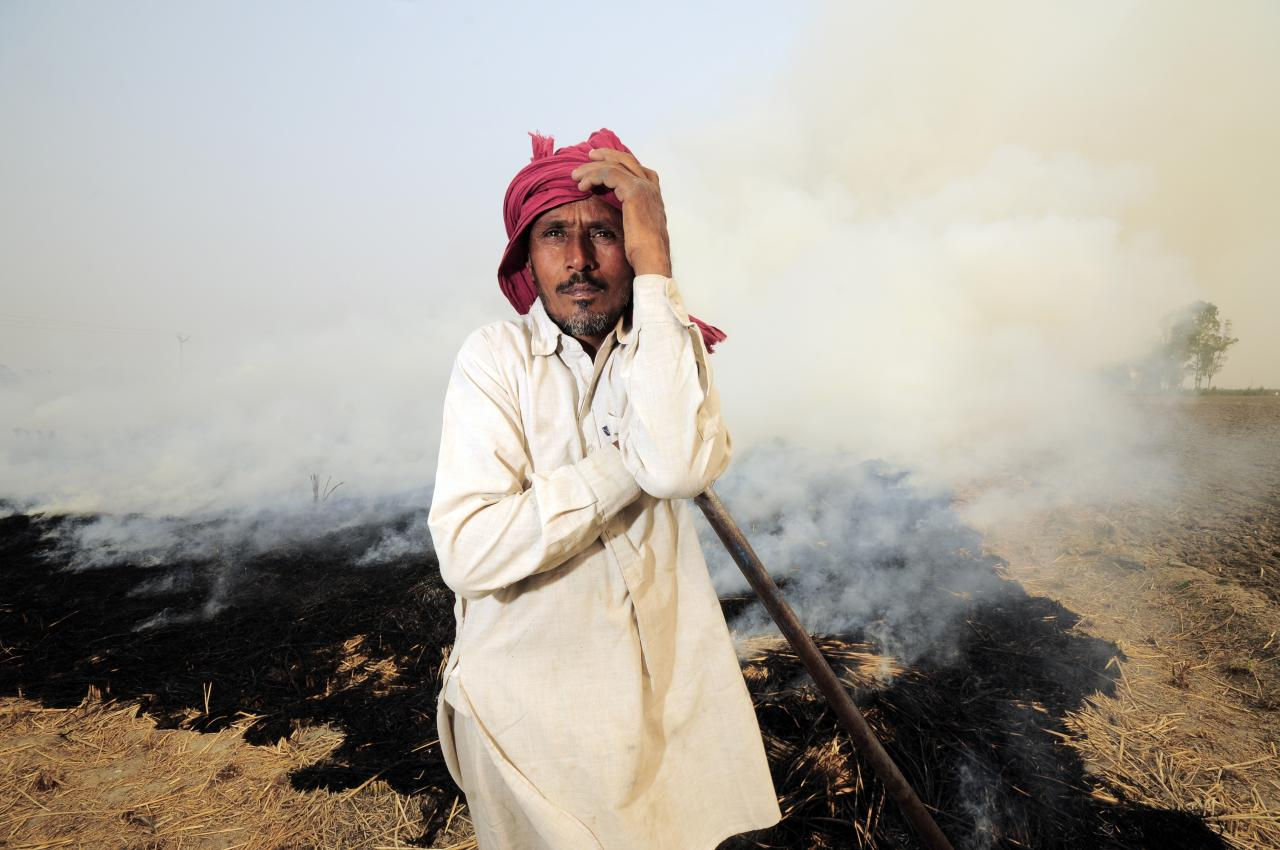
In Indien verbrennen Landwirte immer noch in großem Umfang landwirtschaftliche Abfälle, was unter anderem zu Smog führt.

## Auswirkungen von landwirtschaftlichen Abfällen auf die Umwelt
Die Weltbevölkerung und der Viehbestand wachsen, und damit auch die Nachfrage nach Lebensmitteln. Es wird erwartet, dass der durchschnittliche Europäer täglich 165 Gramm Fleisch verzehrt. Weltweit werden durchschnittlich rund 34 Kilogramm Fleisch pro Person und Jahr verzehrt. Der weltweite Fleischkonsum hat sich seit 1990 mehr als verdoppelt. Für die Produktion von 1 kg Rindfleisch werden durchschnittlich 25 kg Getreide benötigt. Die Produktion all dieser Lebensmittel führt auch zu immer mehr landwirtschaftlichen Abfällen.
In großen Mengen können landwirtschaftliche Abfälle negative Auswirkungen auf die Umwelt und den Lebensraum haben, z. B. durch Treibhausgasemissionen, die Entstehung von unangenehmen Gerüchen und Schadstoffen sowie giftige Flüssigkeiten, die in Wasserquellen gelangen können.
Das häufige und großflächige Verbrennen von landwirtschaftlichen Abfällen hat ebenfalls negative Auswirkungen auf die Gesundheit der Menschen, die dem giftigen Rauch der Brände ausgesetzt sind. Vor allem im Frühherbst führt die großflächige Verbrennung von landwirtschaftlichen Abfällen weltweit zu häufigem Smog.
Die Weltgesundheitsorganisation (WHO) bezeichnet den durch die Verbrennung von landwirtschaftlichen Abfällen verursachten Smog als eine der größten Quellen der Luftverschmutzung. Alle Formen der Luftverschmutzung zusammen verursachen jährlich 7 Millionen Todesfälle, darunter 650.000 Kinder.

Schematische Darstellung der Abfallhierarchie, einem Standard der Abfallwirtschaft.

Neben den Auswirkungen auf die Luftqualität hat das Verbrennen von landwirtschaftlichen Abfällen auf den Feldern auch negative Auswirkungen auf die Bodenfruchtbarkeit, die wirtschaftliche Entwicklung und das Klima. Das Fehlen einer umweltfreundlichen Entsorgung landwirtschaftlicher Abfälle führt unter anderem zu Tierleid, Wasserverschmutzung, Überdüngung und einem Rückgang der Biodiversität.
Nach der Abfallhierarchie ist die Verbrennung landwirtschaftlicher Abfälle zur Energiegewinnung (Stufe D) eine weniger umweltfreundliche Entsorgungsmethode als das Recycling (Stufe C) oder die Wiederverwendung (Stufe B). Außerdem kann die Verbrennung zur Energiegewinnung nur einmal durchgeführt werden, während Konsumgüter (wie Papier aus landwirtschaftlichen Abfällen) noch sieben weitere Male recycelt werden können. Danach kann es möglicherweise noch zur Energiegewinnung verbrannt oder sogar durch Vergärung in Biogas oder Kompost umgewandelt werden.
Um die negativen Auswirkungen von landwirtschaftlichen Abfällen auf die Erde zu reduzieren, haben sich einige Unternehmen auf die Entwicklung neuer Technologien konzentriert, mit denen landwirtschaftliche Abfälle sinnvoll genutzt werden können.

## Anwendungsmöglichkeiten
Mehrere Unternehmen auf der ganzen Welt nutzen landwirtschaftliche Abfälle, um neue Produkte herzustellen. Die Wiederverwendung landwirtschaftlicher Abfälle steht im Einklang mit der angestrebten Kreislaufwirtschaft. In der heutigen Wirtschaft werden hauptsächlich Primärrohstoffe verwendet. Landwirtschaftliche Abfälle hingegen sind Sekundärrohstoffe. Es handelt sich um Restströme (Abfälle) aus einer bestehenden Industrie, die als Rohstoffe für neue Anwendungen dienen können.

### Papier und Pappe
Die Firma PaperWise nutzt landwirtschaftliche Abfälle als Rohstoff für nachhaltiges Papier und Pappe. Die Stängel und Blätter, die nach der Ernte übrigbleiben, werden zu Rohstoffen für Papier und Karton verarbeitet. Bei PaperWise wird die für Papier benötigte Zellulose aus landwirtschaftlichen Abfällen gewonnen. Diese ersetzt den Anteil der Zellulosefasern aus Bäumen, so dass diese Bäume nicht für die Papierproduktion gefällt werden müssen, sondern CO₂ aufnehmen und in Sauerstoff umwandeln können. Das aus landwirtschaftlichen Abfällen hergestellte Papier und der Karton erfüllen hohe Qualitätsstandards und sind u. a. als Druckpapier erhältlich. Es wird auch für nachhaltige Verpackungen und umweltfreundliche Büroprodukte verwendet.

### Biobasiertes Öl
Vertoro ist ein Spin-off einer öffentlich-privaten Partnerschaft zwischen dem Brightlands Chemelot-Campus, DSM, Chemelot InSciTe, der Universität Maastricht (UM) und der Technischen Universität Eindhoven (TU/e), die u. a. 100 % biobasiertes Öl aus landwirtschaftlichen Abfällen als Alternative zu fossilem Öl herstellen.

### Leder
Fruitleather Rotterdam stellt Handtaschen und Schuhe aus weggeworfenen Früchten her. Weil 40 % aller Früchte und Gemüse nicht den Anforderungen von Supermarktketten entsprechen, so zum Beispiel eine krumme Gurke oder eine leicht verformte Tomate, landet eine Menge Obst und Gemüse im Abfall. Fruitleather Rotterdam hat deshalb ein umweltfreundliches Produktionsverfahren entwickelt, das Obstabfälle in ein nachhaltiges lederähnliches Material umwandelt.

### Einwegartikel für die Gastronomie
Eco-Products aus den USA verkauft Einwegartikel für die Gastronomie, die auf verschiedenen landwirtschaftlichen Abfallströmen basieren. Diese Einwegartikel werden für Veranstaltungen, Partys und Einwegumstände verwendet.

### Kraftstoff
In Finnland haben der Molkereiproduzent Valio und das Energieunternehmen St1 das Joint Venture Suomen Lantakaasu gegründet, um nachhaltigen Kraftstoff für Verkehrsmittel zu produzieren. Dabei wird eine Biogasanlage genutzt, die mit Gülle und landwirtschaftlichen Abfällen aus Finnland gespeist wird.

### Plastik
PlasticFri ist ein schwedisches Start-up, das nachhaltige Biokomposite herstellt. Die firmeneigene Technologie des Start-ups extrahiert Fasermaterialien aus landwirtschaftlichen Abfällen und nicht essbaren Pflanzen, um eine umweltfreundliche Kunststoffalternative herzustellen. Das Material von PlasticFri enthält keine schädlichen Stoffe und ist vollständig biologisch abbaubar.

## Weitere Vorteile der Wiederverwendung landwirtschaftlicher Abfälle
Die zunehmende Wiederverwendung von Materialien als Rohstoffe für den Produktionsprozess trägt zum Ziel der EU bei, bis 2050 eine Kreislaufwirtschaft zu erreichen.
Indem landwirtschaftliche Abfälle gesammelt und an anderer Stelle wiederverwendet werden, können die Entsorgungskosten für Landwirte gesenkt werden.
Außerdem können Abfälle aus der Landwirtschaft, dem Gartenbau und der Forstwirtschaft als Baumaterial für Gebäude, Lärmschutzwände und Brücken verwendet werden. So können zum Beispiel Paprika- und Tomatenstängel als Dämmmaterial für Häuser und Büros verwendet werden.

## Kooperationen
Durch die Zusammenarbeit von Bauern, Viehzüchtern und der Industrie können landwirtschaftliche Abfälle effizient wiederverwendet werden. Ein wichtiges Ziel der Kreislaufwirtschaft ist es, den Import von Rohstoffen zu minimieren. Die bestmögliche Nutzung von Reststoffströmen macht dies möglich. Zum Beispiel führt die Zusammenarbeit von Milchbauern und Ackerbauern zu einem Austausch der gegenseitigen Restströme. Der Ackerbaubetrieb erhält vom Milchviehbetrieb Dünger. Im Gegenzug erhält der Ackerbaubetrieb die landwirtschaftlichen Abfälle als Futtermittel, so dass beide davon profitieren. Schließlich spart der Milchviehhalter so die Transportkosten für den Dung und erhält im Gegenzug eine wertvolle Ergänzung zur Futtermittelernte.

## Bewusstseinsbildung
Die meisten Landwirte in Entwicklungsländern sind sich der alternativen Anwendungsmöglichkeiten landwirtschaftlichen Abfalls nicht bewusst und halten daher das Verbrennen für die beste Option. Daher sind groß angelegte Aufklärungsprogramme erforderlich, um:
- landwirtschaftliche Abfälle als Abfallstrom anzuerkennen,
- über die negativen Auswirkungen von minderwertigen Abfallentsorgungsmethoden wie Verbrennung und Deponierung aufzuklären und
- die Landwirte über die Verfügbarkeit wirtschaftlich tragfähiger Optionen in der Abfallhierarchie und deren Vorteile für sie selbst und die Umwelt aufzuklären.